# Stazione di Antrodoco-Borgo Velino
La stazione di Antrodoco-Borgo Velino, abbreviata talvolta come Antrodoco B.V., è una stazione ferroviaria posta sulla linea Terni-Sulmona. Serve i centri abitati di Antrodoco e di Borgo Velino, dai quali dista circa un chilometro, e si trova alla base del valico di Sella di Corno.
È tra le stazioni più importanti della linea (ad eccezione delle due stazioni porta di Terni e Sulmona), per via della presenza di un ampio piazzale che in passato ospitava anche un deposito locomotive. Avrebbe dovuto essere punto di diramazione della ferrovia Salaria in direzione di Ascoli Piceno e San Benedetto del Tronto.

## Storia

### Progettazione e costruzione
In fase di progettazione della linea Terni-L'Aquila, l'acclività del valico di Sella di Corno suggerì di prevedere, ad entrambi i versanti del valico, stazioni ben attrezzate ed in grado di ricoverare le locomotive aggiuntive da agganciare ai convogli per affrontare la salita con una potenza adeguata. Sul lato laziale del valico la località più indicata era Antrodoco, per il fatto di trovarsi subito prima dell'inizio della salita e di disporre di uno spazio sufficiente per impiantare tutte le strutture necessarie, nello spazio compreso tra l'abitato e l'adiacente paese di Borgo Velino.
Per assicurarsi che la stazione fosse collocata vicina al centro abitato e che comprendesse il deposito locomotive (che si riteneva avrebbe comportato un effetto positivo sull'economia del paese), la stessa amministrazione comunale di Antrodoco contribuì alle spese per la sua realizzazione, donando alla società Strade Ferrate Meridionali un'area di duemila metri quadri, due sorgenti d'acqua e facendosi carico della costruzione di una strada di accesso.

### Esercizio

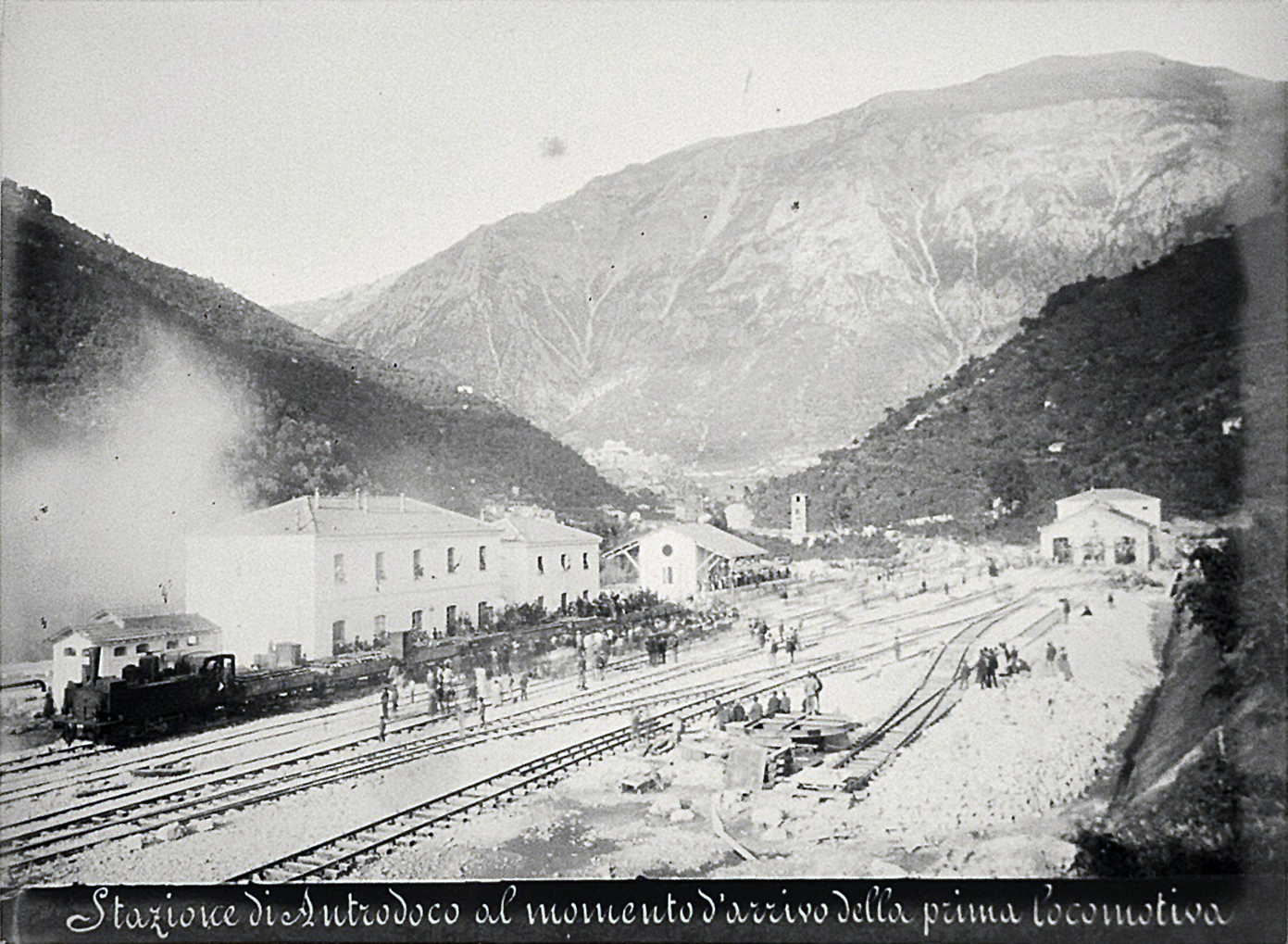
L'arrivo della prima locomotiva alla stazione, nel 1883

La stazione venne inaugurata il 30 ottobre 1883, con l'apertura al traffico del tratto Rocca di Corno-Terni. Nello stesso anno 1883 venne impiantato nella stazione un deposito locomotive, l'unico all'interno della linea ferroviaria.
All'epoca la stazione era denominata semplicemente Antrodoco. Solo in seguito (non più avanti del 1898) il nome della stazione fu modificato nell'attuale Antrodoco-Borgo Velino, per comprendere anche il nome del comune di Borgo Velino, che dista dalla stazione grossomodo quanto Antrodoco.
Dal 1944 all'ottobre 1946 fu capolinea del tronco Rieti-Antrodoco, l'unico percorribile in seguito ai bombardamenti alleati. Nel secondo dopoguerra la stazione fu notevolmente ridimensionata, con la definitiva soppressione del deposito locomotive (già negli anni trenta ridimensionato a centro sussidiario) alla fine degli anni cinquanta, e la trasformazione in stazione assuntoria nel dicembre 1960.

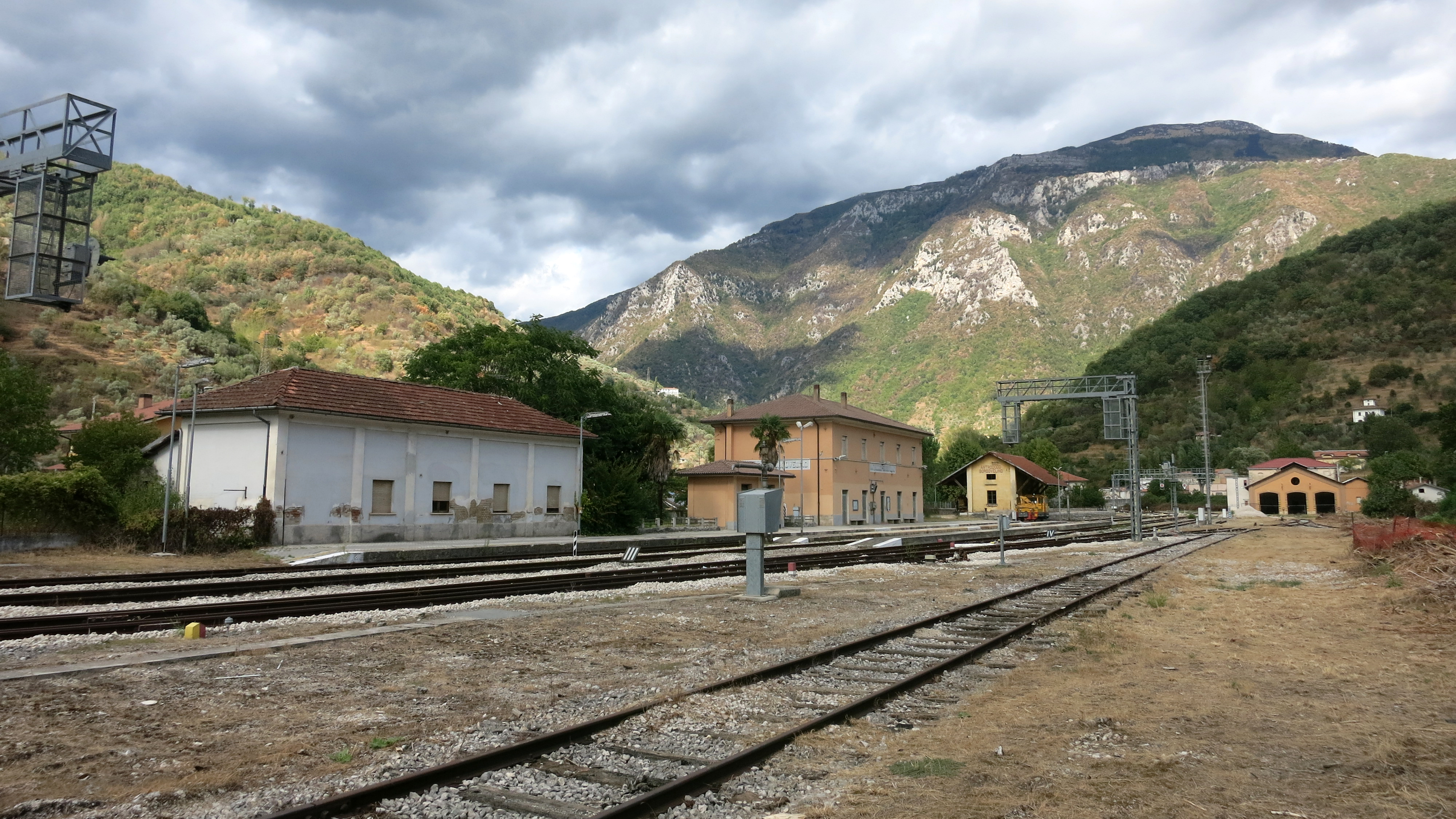
Il piazzale binari

Vista la notevole vicinanza del tracciato ferroviario ad entrambi i centri abitati (i binari passano a 150 metri dal Corso di Borgo Velino e a 200 metri dalla piazza principale di Antrodoco), nel 1956 il comune di Antrodoco (il più popoloso dei due) chiese e ottenne l'istituzione di una fermata nel tratto di ferrovia più prossimo all'abitato: la stazione di Antrodoco Centro, che si trova a circa settecento metri da Antrodoco-Borgo Velino e che di fatto si trova all'interno dei segnali di protezione della stazione.

## Strutture e impianti

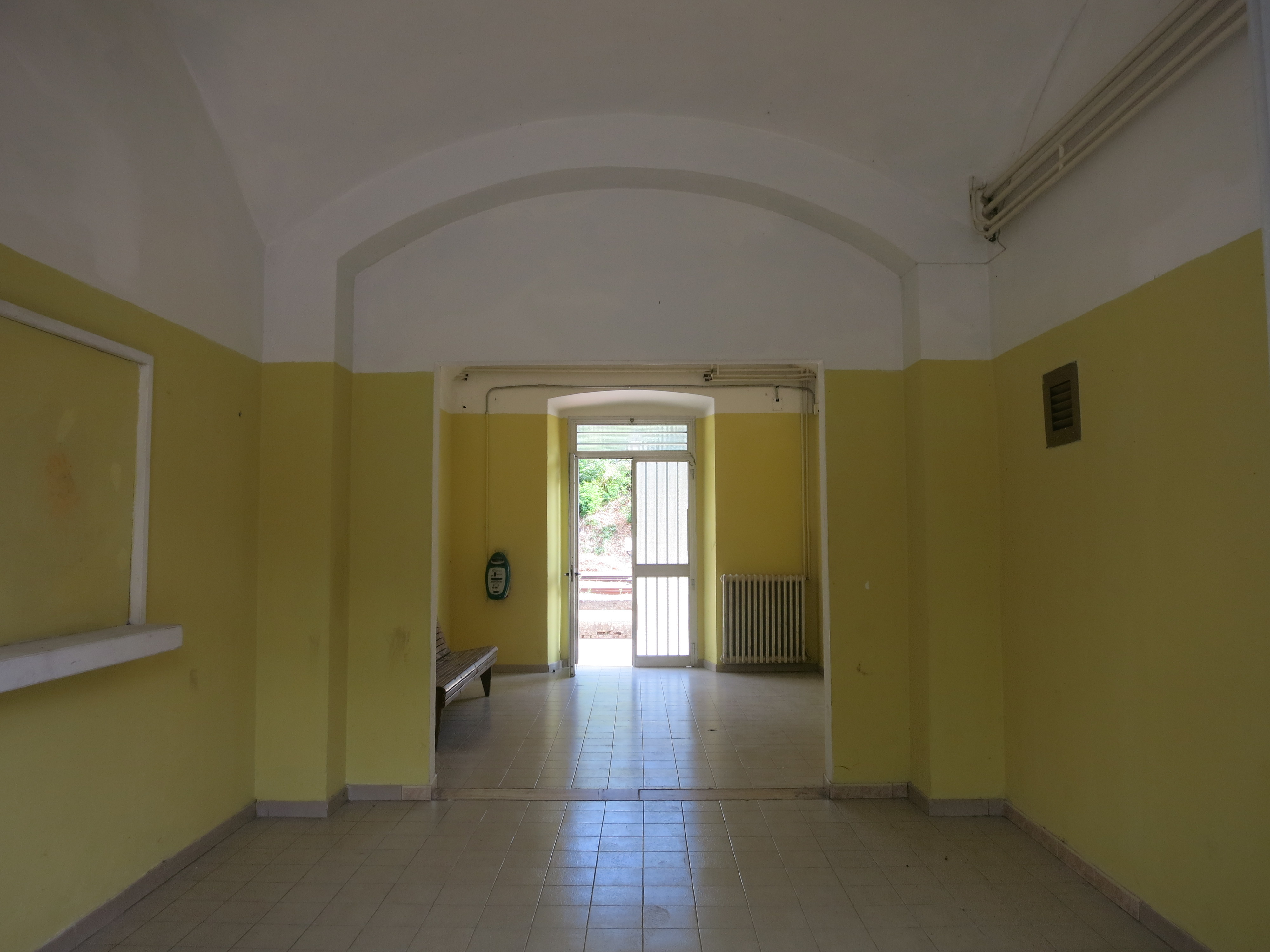
La sala d'attesa, con la biglietteria murata

La stazione è posta alla base del valico appenninico di Sella di Corno tra Rieti e L'Aquila, la cui ascesa comincia poco dopo la stazione, con pendenze che raggiungono il 35 per mille (una delle più elevate dell'intera rete ferroviaria italiana a scartamento ordinario). Per via della sua posizione, lo scalo è dotato di diverse strutture e impianti.
L'ampio piazzale interno della stazione comprende quattro binari passanti (il secondo di corretto tracciato e gli altri tre in tracciato deviato), dei quali il quarto non è adibito all'imbarco dei passeggeri ed è usato solo per il ricovero dei mezzi. I binari sono serviti da tre banchine: una ampia posta a fianco del primo binario, della lunghezza di 92 metri, e due strette, poste tra il primo e il secondo binario e tra il secondo e il terzo, della lunghezza di 68 metri. Tutte le banchine sono scoperte, hanno un'altezza sul piano del ferro inferiore allo standard di 55 cm, e sono collegate tra loro da passerelle pedonali a raso.
Il fabbricato viaggiatori è semplice ed ospita solo una sala d'attesa, dove in passato si trovava la biglietteria (oggi murata); al suo fianco si trova l'edificio che ospitava il dopolavoro ferroviario e un piccolo fabbricato che ospitava i servizi igienici, i cui ingressi sono stati murati.
L'impianto è dotato di uno scalo merci posto sul lato L'Aquila, ad oggi inutilizzato, che comprende un binario tronco e il fabbricato del magazzino merci.
La stazione, inoltre, è dotata di un'area di deposito, situata sul lato opposto rispetto al fabbricato viaggiatori, oggi abbandonata ma in passato sede addirittura di un deposito locomotive: l'area comprende un fascio di binari dedicato, una rimessa locomotive a tre fornici, una piattaforma girevole del diametro di 8,5 metri e altri fabbricati minori. Escludendo le stazioni porta di Terni e Sulmona, nel resto della linea c'è un solo altro scalo dotato di rimessa e piattaforma girevole: la stazione dell'Aquila. Ciò si deve al fatto che, ai tempi della trazione a vapore, le due rimesse venivano utilizzate per ricoverare i locomotori addizionali da agganciare ai convogli per poter affrontare senza problemi di potenza il valico di Sella di Corno.

### Il deposito locomotive di Antrodoco
Il deposito locomotive di Antrodoco fu istituito dalla società delle Strade Ferrate Meridionali nel 1883, lo stesso anno dell'apertura al traffico dello scalo. Infatti l'esercizio quotidiano della linea aveva dimostrato sin da subito la sua utilità, vista la necessità della doppia e tripla trazione sul valico di Sella di Corno; costituiva l'unico deposito della linea oltre a quello di Sulmona.
Nel 1905, al subentro delle Ferrovie dello Stato nella gestione della linea, il deposito di Antrodoco venne confermato e nel 1911 venne potenziato con la costruzione di un nuovo fabbricato adibito ad officina riparazioni e l'installazione di nuovi macchinari. Nel 1913 il deposito venne soppresso, in attuazione di un piano per il conseguimento di economie nel bilancio delle FS, ma a distanza di pochi anni venne ripristinato (risultava nuovamente esistente già nel 1923).
Allo scoppio della seconda guerra mondiale (certamente prima del 1942) il deposito fu declassato a centro sussidiario di trazione, ruolo che mantenne per qualche anno anche dopo la fine del conflitto. Nella seconda metà degli anni Cinquanta, a causa della progressiva scomparsa della trazione a vapore dalla linea, la necessità dell'impianto venne meno: dopo il 1953 ma certamente prima del 1960, il deposito locomotive fu definitivamente soppresso e relegato a rimessa; nel 1960 fu soppresso anche il deposito combustibili.
La rimessa locomotive continuò ad essere usata occasionalmente per il ricovero dei rotabili fino agli anni settanta; successivamente è stata abbandonata.

## Movimento

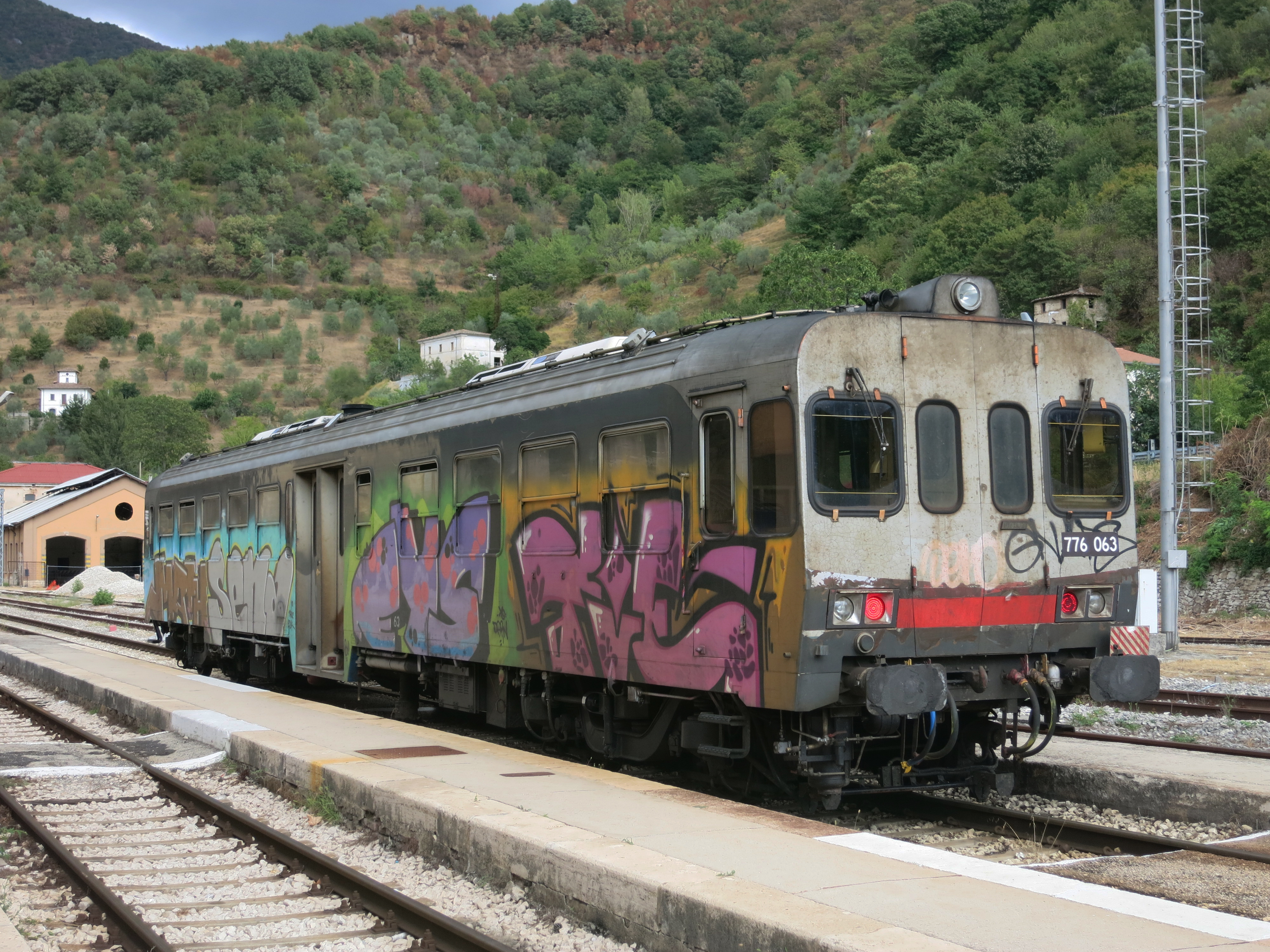
Una ALn 776 in sosta nella stazione

La stazione è servita dai treni regionali di Busitalia (ex FCU), nell'ambito del contratto di servizio stipulato tra Trenitalia e la regione Lazio. Il servizio è svolto per mezzo di automotrici diesel ALn 776.
Nella stazione fermano tutti i treni in transito (al 2016 circa 16 coppie al giorno); la maggior parte di essi svolge la relazione Terni-L'Aquila, mentre un piccolo numero di treni ha origine da Terni e ha capolinea nell'adiacente fermata di Antrodoco Centro.
Il traffico merci è assente.